# Povstání rebelů
Povstání rebelů (v anglickém originále Hells Angels on Wheels) je americký kriminální film z roku 1967. Režisérem filmu je Richard Rush. Hlavní role ve filmu ztvárnili Adam Roarke, Jack Nicholson, Sabrina Scharf, Jana Taylor a Richard Anders. 

## Obsazení
| Adam Roarke     | Buddy           |
| Jack Nicholson  | Básník          |
| Sabrina Scharf  | Shill           |
| Jana Taylor     | Abigale         |
| Richard Anders  | Bull            |
| John Garwood    | Jocko           |
| I. J. Jefferson | Pearl           |
| Jack Starrett   | seržant Bingham |